# 수호전

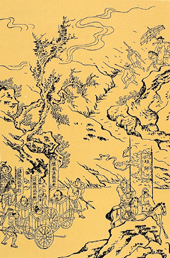
《수호전》의 삽화

《수호전》(중국어 간체자: 水浒传, 정체자: 水滸傳, 병음: Shuǐ hǔ zhuàn 쉐이후좐[*], 광둥어: seoi2 wu2 zyun6 서이우쥔)은 중국 명대의 장편소설로, 시내암(施耐庵)의 작품, 혹은 나관중, 시내암의 합작으로 알려져 있다. 《삼국지연의》, 《서유기》, 《금병매》와 함께 중국 사대기서 중 하나로 꼽힌다.

## 개요
프롤로그는 북송 인종 때에 태위 홍신이 산 속에서 시행착오로 복마전의 봉인을 풀어 그 안에서 108마성이 빠져나가는 것에서 시작된다.
본문은 휘종 선화(宣和) 연간, 송강 이하 108명의 호걸들로 회집된 군도(群盜)가 산동의 양산박을 근거지로 관(官)과 맞서는 이야기이다. 108명의 전력(前歷)은 하급관리·무관·시골 학자·농어민·상인·도박꾼·도둑 등 복잡하고 다양하며, 이들은 각각 정정당당한, 또는 불령(不逞)한 여러 가지 혐의 때문에 속속 양산박에 흘러들어왔다. 수호전의 후반은 양산박을 진압 못한 조정에게 초안(招安)을 받아 관군이 되어, 북방의 요를 치고, 전호·왕경의 반란을 진압한 뒤, 다시 방랍의 난을 평정하다가 전사·이산되고 그중 남은 사람들은 탐관오리에게 독살당하거나 체념하고 잠적하는 비극으로 끝난다.
송강의 난은 실제로 일어났던 사건이며 《송사》 등 기타에 약간의 기록이 있으나, 전설화되어 남송·원의 2대를 통해서 강담이나 연극의 재료가 되었다. 그 단계를 볼 수 있는 사료나 작품이 얼마간 전해지는데 그중에서 《대송선화유사》(大宋宣和遺事) 전후 2집이 가장 주목할 만하다. 강석(講釋) 대본식의 전기적(前期的) 역사소설이라고 할 수 있는 북송 멸망 전후의 애사(哀史)를 엮은 속에 '송강 36인'의 모반의 전말이 이미 한 편의 결말을 예상할 수 있는 형태로 삽입되어 있다. 이와 같은 풍부한 자료를 바탕으로 명나라 초에(1400년 전후), 시내암의 손으로 독본소설로 꾸며져서 처음에는 사본으로 유포되었다고 추정되는데, 다시 정리되어 가정 연간(1522-1566)에 《충의수호전》 (忠義水滸傳) 100회의 간행이 나왔다.

## 특성 및 영향
수호전은 일반적으로 가정에서 만력에 걸쳐 있는 장편소설의 황금시대로서 어느 것이나 송(宋)·원(元) 이래의 민중연예의 정화를 전제로 하는 만큼, 풍부한 오락성과 동시에 정통문학인 시문(詩文)에 담지 못했던 왕성한 상상이나 적나라한 인간 관찰이 있다. 작자는 대부분 무명의 하급 문인으로서, 전대의 연예장(演藝場) 고용작가의 의식을 탈피하지 못하고 있다. 특히 '수호'는 그러하여 어조의 강석 기분은 아주 농후하고 쾌조(快調)하다.
수호전이 후세에 끼친 영향은 무수한 무협 소설의 원조가 되었을 뿐 아니라 소설 그 자체의 규범이 된 느낌이 있고, 나아가서 소설의 울타리를 넘어 《삼국지연의》와 함께 서민의 역사 지식과 인간학의 보고이기도 했다. 역대의 도둑·모반인은 다투어 양산박 건아(建兒)와 같은 별명을 자칭했고, 관은 관대로 '도둑을 가르치는' 책이라 하여 연이어 압박을 가했다. 따라서 혁명 후의 성망(聲望)은 반대로 극히 높은데, 주제인 반관(反官) 정신은 원래 회도(誨盜)라든지 혁명으로만 부를 수 없는 통쾌한 불령감(不逞感)의 배경이 있었기 때문인 것이다.
100회본 후에 풍부한 운문을 삭제하고 후반의 줄거리를 늘린 양정견의 120회본이 나왔고, 문체를 더욱 철저히 산문화시키고 전반의 양산박 세력이 모이는 데까지에서 끊어 버린 김성탄(金聖歎)의 70회본이 나왔다.

## 대중문화
- 《수호전》 - 1998년작 중국 CCTV 방송.

## 같이 보기
- 수호전 108성
- 유만춘
- 탕구지<결수호전>

## 참고 문헌
- 이 문서에는 다음커뮤니케이션(현 카카오)에서 GFDL 또는 CC-SA 라이선스로 배포한 글로벌 세계대백과사전의 내용을 기초로 작성된 글이 포함되어 있습니다.